# Mechanix Wear
Mechanix Wear — компания, производящая перчатки в автомобильном, промышленном, тактическом и строительном сегментах.

## История

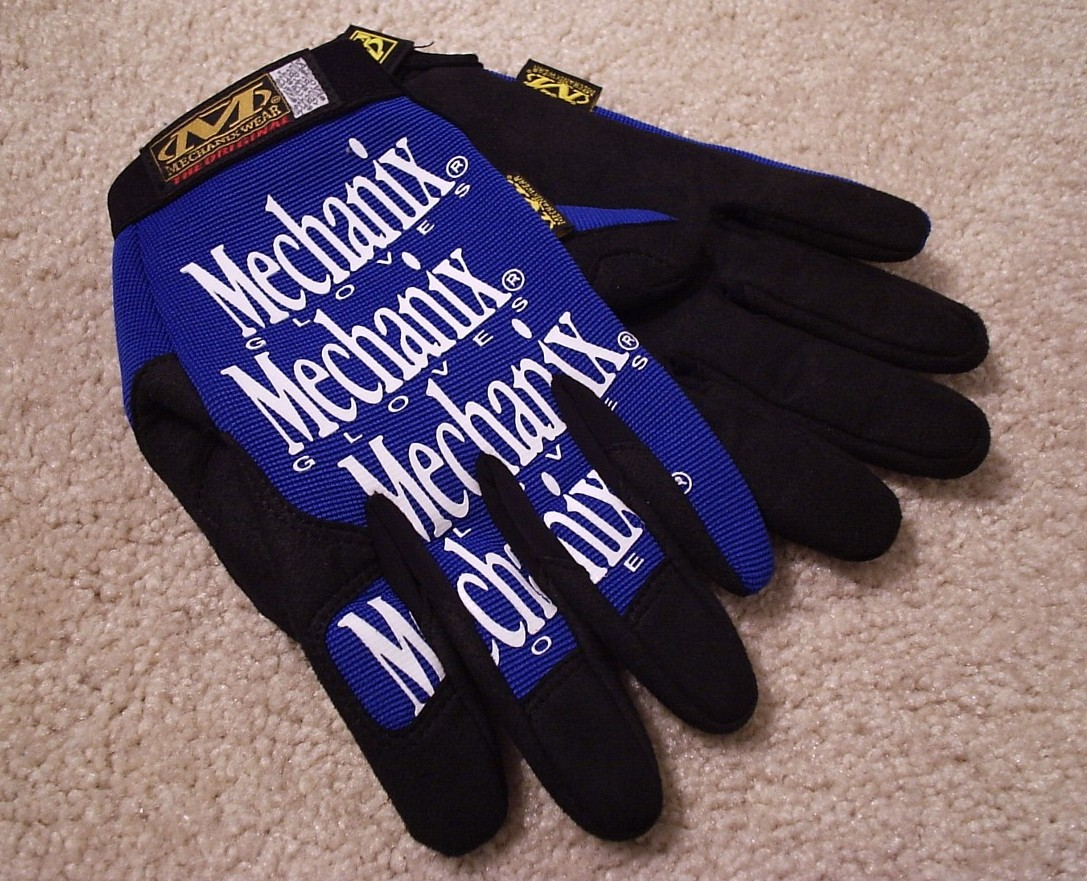
Перчатки Mechanix Original

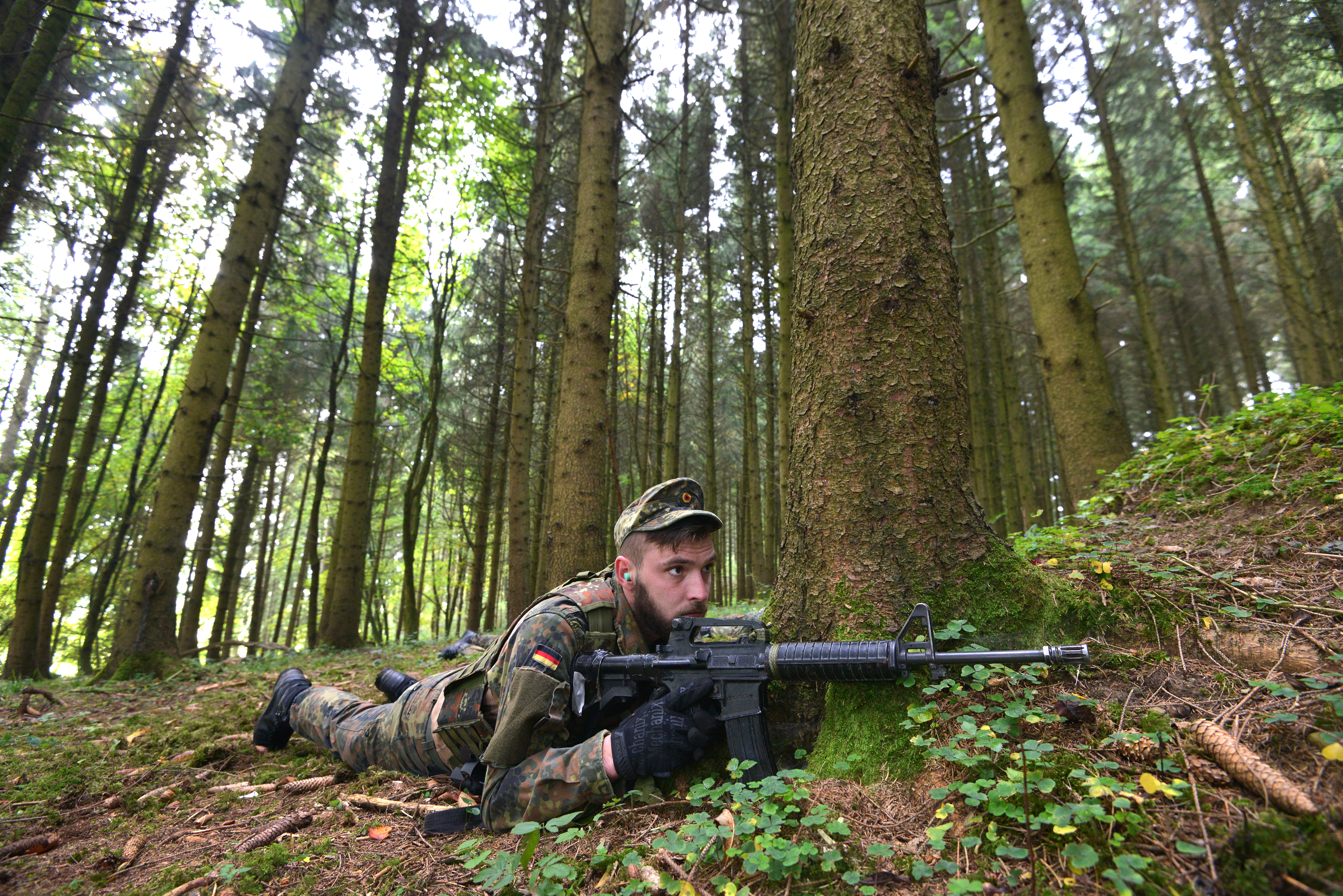
Немецкий солдат в перчатках Mechanix Wear

Перчатки Mechanix Wear Original были впервые использованы в NASCAR в 1991 году Daytona 500 командой Richard Childress Racing Number 3 GM Goodwrench. Позднее компания стала поставщиком продуктов для команды, поставщиком продукции официальных лиц NASCAR, лицензиаром послепродажного обслуживания NASCAR и спонсором премии «Most Valuable Pit Crew».
В 2002 году Mechanix Wear начала спонсировать награду «Mechanix Wear Most Valuable Pit Crew». Премия NASCAR на конец года определяется голосованием всех руководителей команд NASCAR Nextel Cup.